# Rassemblement National (Frankrijk)
Het Rassemblement National, tot 1 juni 2018 bekend als het Front National (FN, Nationaal Front), is een radicaal-rechtse Franse politieke partij. De partij, die opgericht is in oktober 1972, streeft naar het verenigen van de rechtse stromingen in Frankrijk.

## Geschiedenis
In 1973 richtte de partij haar eigen jeugdbeweging op, de FNJ, Front National de la jeunesse. Oprichter en partijleider was Jean-Marie Le Pen, vanaf de oprichting tot zijn aftreden in 2011, om plaats te maken voor zijn dochter Marine Le Pen tijdens een partijcongres. Aanvankelijk speelde de partij een marginale rol in de Franse politiek gedurende de eerste tien jaar, maar sinds 1984 is het een van de grotere partijen op rechts. Het FN wordt inmiddels beschouwd als de derde politieke partij in Frankrijk, na de UMP en PS.
Haar hoogtepunt kende de partij ten tijde van de presidentsverkiezingen in 2002, toen Le Pen doorging naar de tweede ronde, ten koste van de socialist Lionel Jospin, waarna hij kansloos verloor van zittend president Jacques Chirac. Wegens het Franse kiesstelsel heeft de partij geringe vertegenwoordiging, ondanks enige verkiezingssuccessen.
In 2007 vormde zij samen met onder meer het Belgische Vlaams Belang, het Bulgaarse Ataka (letterlijk 'Val Aan') en het Roemeense Groot-Roemeniëpartij de extreemrechtse fractie Identiteit, Soevereiniteit en Transparantie (IST). Deze parlementaire groep viel in hetzelfde jaar echter uiteen na interne conflicten.
Het FN heeft sinds 1995 het bestuur gehad over vier middelgrote Franse steden: Orange, Vitrolles, Marignane en Toulon.
Op 5 november 2022 werd Jordan Bardella verkozen tot partijvoorzitter en volgde daarmee Marine Le Pen op.
In maart 2025 werd Marine Le Pen samen met acht Europarlementariërs en twaalf medewerkers van de partij door een Franse rechtbank veroordeeld omdat ze mensen hadden ingehuurd om voor de politieke partij te werken als FN-fractiemedewerkers van het Europees Parlement, terwijl ze met publieke middelen werden betaald.

## Standpunten

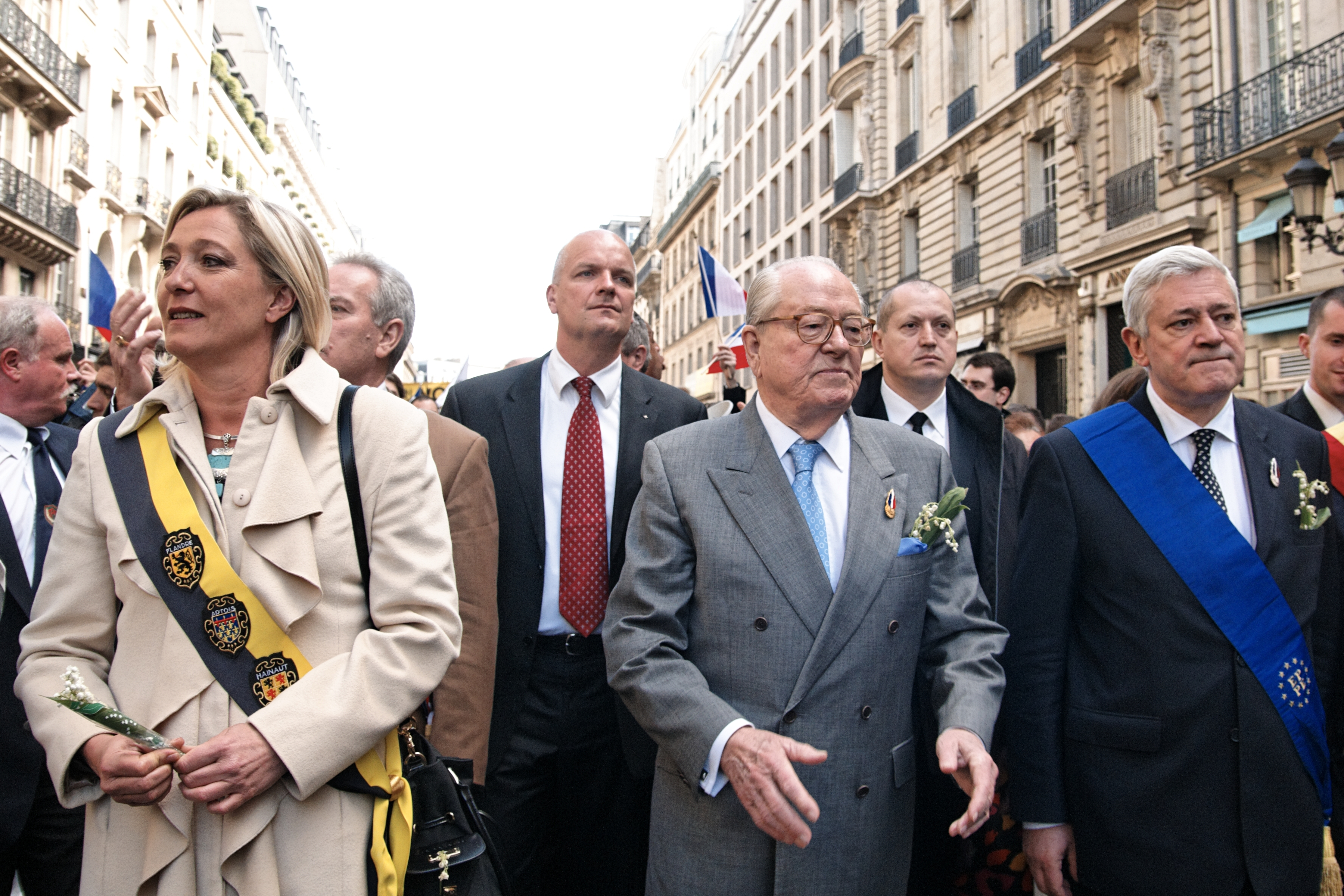
Marine Le Pen, Jean-Marie Le Pen en Bruno Gollnisch, tijdens een bijeenkomst van de partij in Parijs

De partij kan in zijn algemeenheid worden gezien als Frans-nationalistisch. Het FN streeft naar economisch protectionisme, een zerotolerancebeleid op het gebied van veiligheid, en een felle oppositie tegen immigratie, met name gericht op non-Europese immigratie. Het is voorstander van het deporteren van illegale, criminele en werkloze immigranten; echter, het programma van de partij is ten opzichte van haar radicale periode in de jaren 90 meer gematigd. Sinds de jaren 90 is de partij ook meer Eurosceptisch geworden. In het verleden werden enkele partijleden beschuldigd van het promoten van minimaliseren van historische ontwikkelingen, met name gerelateerd aan de Tweede Wereldoorlog. De huidige partijleider Marine Le Pen neemt hier echter openlijk afstand van.

### Recht en wet
In 2002 voerde Jean-Marie Le Pen campagne met de belofte om een "zerotolerancebeleid" te voeren, door onder andere de straffen te verhogen, de capaciteiten in de gevangenissen te vergroten, alsmede een referendum uitschrijven om de doodstraf te herintroduceren. In 2001 stelde de partij dat de afbraak van het rechtssysteem het gevolg was van immigratie, door immigratie af te schilderen als een 'moreel gevaar voor de vrede in Frankrijk'.

### Immigratie
In de beginjaren van het FN was het immigratiebeleid slechts een klein issue voor de partij, hoewel het streefde naar een vermindering van de immigratie. Het standpunt dat non-Europese immigranten niet het land mochten binnen komen, werd in 1978 geïntroduceerd en kreeg later steeds meer aandacht. Door de media en academici wordt de partij heden ten dage met name afgeschilderd als een anti-immigratie partij. De partij is tegenstander van immigratie, met name islamitische immigranten uit Noord-Afrika, West-Afrika en het Midden-Oosten. Tijdens de presidentsverkiezingen van 1995 stelde Le Pen voor om drie miljoen niet-Europese immigranten uit het land te zetten, op een "humane en gerespecteerde wijze". Aan het eind van de 20e eeuw heeft de partij een meer gematigde opstelling aangenomen richting immigratie en islam, in vergelijking met de Mouvement Pour la France en Mouvement National Républicain. Het steunt niet langer het systematisch terugzetten van legale immigranten, hoewel het de uitzetting van illegale, criminele en werkloze immigranten blijft steunen.
Sinds Marine Le Pen partijleider is, legt de partij de nadruk op de dreiging van de scheiding tussen kerk en staat in de Franse samenleving. Ze bekritiseert de islam en beschuldigt de moslims ervan hun eigen waarden en normen toe te passen in de samenleving. Na de Arabische ontwikkelingen van 2011 begon de partij zich actief in te zetten om de migratie van Tunesische en Libische immigranten naar Europa te voorkomen.

### Buitenlands beleid

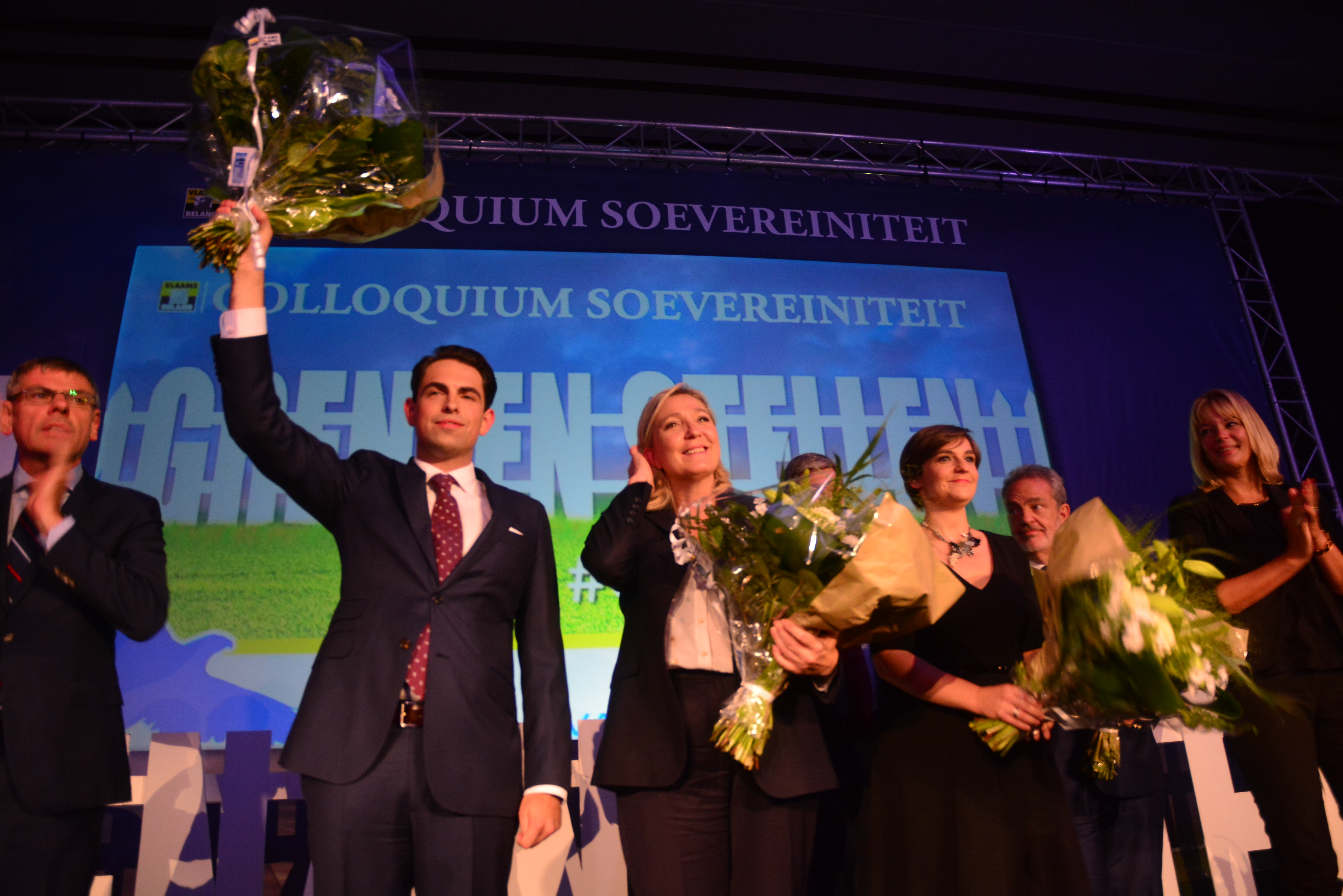
Tom Van Grieken (Vlaams Belang) en Marine Le Pen (Rassemblement national) op het congres 'Grenzen Stellen' in het Vlaams Parlement.

Gedurende de jaren 80 en 90 wijzigde de partij haar beleid op het gebied van de Europese Unie; voorheen was de partij voorstander van dit samenwerkingsverband geweest, maar vanaf dan werd de partij fervent eurosceptisch. In 2002 voerde Le Pen campagne met de belofte om Frankrijk uit de Europese Unie te halen en de Franse frank opnieuw te introduceren. De partij is sinds de jaren 00 ook tegenstander van de verdragen van Schengen, Maastricht en Amsterdam; zij beschouwen deze verdragen als de fundering van een supranationale staat die het einde betekent voor Frankrijk. De partij bekritiseerde in 2004 de Europese Unie als de laatste stap richting een mondiale regering, met een verband te leggen met de complottheorie van de Nieuwe Wereldorde. Het is tegenstander van het Verdrag van Rome, hoewel het voorstander is van de Euro als tegenhanger van de Amerikaanse dollar. Marine Le Pen heeft echter aangegeven dat Frankrijk de euro zou verlaten, samen met Spanje, Griekenland en Portugal, en het FN wil dat er weer grenscontroles worden ingevoerd. Daarnaast is de partij tegen de toetreding van Turkije tot de EU, en was het een van de drijfkrachten achter het "non" tijdens het Franse referendum over de Europese Grondwet.
Op internationaal terrein was het FN fel tegenstander van de oorlogen in Irak, te weten de Golfoorlog en de Irakoorlog. Jean-Marie Le Pen heeft in het verleden Saddam Hoessein in Bagdad bezocht in 1990, en beschouwde hem als een goede vriend. De Franse militaire betrokkenheid tijdens de crisis in Ivoorkust en Libische burgeroorlog werd door het FN fel bekritiseerd. Op het gebied van Israël is de partij van mening dat het land het recht heeft om zichzelf te beschermen van terrorisme, en uit het zich zorgen over de ontwikkelingen met betrekking tot Iran.

## Financiering
Uit uitgelekte e-mails van directeur Informatiepolitiek van het Kremlin Timur Prokopenko bleek dat het Kremlin op 10 maart 2014, zes dagen voor het referendum op de Krim over aansluiting bij Rusland, het FN om ondersteuning vroeg en daarbij een financiële tegemoetkoming in het vooruitzicht stelde, waarop de partij een pro-Russische houding aannam. In september 2014 werd het FN een krediet van 9,4 miljoen euro toegekend door de Russische "First Czech Russian Bank", die eigendom is van de voormalige financieel directeur van Stroytransgaz, Roman Popow, een vertrouweling van de Russische president Vladimir Poetin. Het krediet kwam tot stand door bemiddeling van parlementslid Alexander Babakov, die op de EU-sanctielijst voor Rusland en Oekraïne stond. Le Pen sprak berichten in de media tegen dat deze 9,4 miljoen slechts een deel van een groter krediet ter grootte van 40 miljoen euro zou zijn.
Sinds 2014 lopen er gerechtelijke onderzoeken tegen personen uit de leiding van het FN (die later ook in de Panama Papers zouden opduiken), en sinds 9 september 2014 ook tegen de partij zelf, op verdenking van illegale partijfinanciering en financiële fraude ten nadele van de Franse staat rond de verkiezingen van 2012.

## Verkiezingsresultaten
Het Front National was een marginale partij in de jaren 70, maar tijdens de Europese verkiezingen van 1984 won de partij 11% van de stemmen en brak hiermee door in de Franse politiek. Sinds deze verkiezing kan de partij rekenen op de steun van 10%-15% van de stemmen, hoewel het een terugloop van ongeveer 5% zag tijdens verkiezingen in de beginjaren van de 21e eeuw. Sinds 2010 lijkt de partij te kunnen rekenen op een recordhoogte aan stemmen. Het Front National staat regelmatig op de eerste plaats in de peilingen voor de presidentverkiezingen van april 2017, voor de conservatieve kandidaat François Fillon en de oud-minister van economische zaken zonder partij Emmanuel Macron.

### Assemblée nationale
| Verkiezingen | # 1e ronde | % 1e ronde | # 2e ronde | % 2e ronde | Zetels |
| ------------ | ---------- | ---------- | ---------- | ---------- | ------ |
| 1973         | 108.616    | 0,5%       | —          | —          | 0      |
| 1978         | 82.743     | 0,3%       | —          | —          | 0      |
| 1981         | 44.414     | 0,2%       | —          | —          | 0      |
| 1986         | 2.699.307  | 9,8%       | —          | —          | 35     |
| 1988         | 2.353.466  | 9,8%       | —          | —          | 1      |
| 1993         | 3.155.702  | 12,7%      | 1.168.143  | 5,8%       | 0      |
| 1997         | 3.791.063  | 15,3%      | 1.435.186  | 5,7%       | 1      |
| 2002         | 2.873.390  | 11,1%      | 393.205    | 1,9%       | 0      |
| 2007         | 1.116.136  | 4,3%       | 17.107     | 0,1%       | 0      |
| 2012         | 3.528.373  | 13,60%     | 842.684    | 3,66%      | 2      |
| 2017         | 2.990.454  | 13,20%     | 1.590.858  | 8,75%      | 7      |
| 2022         | 4.248.626  | 18,7%      | 3.589.465  | 17,3%      | 89     |

### Presidentsverkiezingen
| Verkiezingen | Kandidaat         | # 1e ronde | % 1e ronde | # 2e ronde | % 2e ronde | Winnaar                  |
| ------------ | ----------------- | ---------- | ---------- | ---------- | ---------- | ------------------------ |
| 1974         | Jean-Marie Le Pen | 190.921    | 0,8%       | —          | —          | Valéry Giscard d'Estaing |
| 1981         | —                 | —          | —          | —          | —          | François Mitterrand      |
| 1988         | Jean-Marie Le Pen | 4.376.742  | 14,4%      | —          | —          | François Mitterrand      |
| 1995         | Jean-Marie Le Pen | 4.570.838  | 15,0%      | —          | —          | Jacques Chirac           |
| 2002         | Jean-Marie Le Pen | 4.804.713  | 16,9%      | 5.525.032  | 17,8%      | Jacques Chirac           |
| 2007         | Jean-Marie Le Pen | 3.834.530  | 10,4%      | -          | -          | Nicolas Sarkozy          |
| 2012         | Marine Le Pen     | 6.421.802  | 17,9%      | -          | -          | François Hollande        |
| 2017         | Marine Le Pen     | 7.678.491  | 21,3%      | 10.638.475 | 33,9%      | Emmanuel Macron          |
| 2022         | Marine Le Pen     | 8 133 828  | 23,15%     | 13 297 760 | 41,46%     | Emmanuel Macron          |

### Conseil Régional
| Verkiezingen | # 1e ronde | % 1e ronde | # 2e ronde | % 2e ronde | Zetels |
| ------------ | ---------- | ---------- | ---------- | ---------- | ------ |
| 1986         | 2.654.390  | 9,7%       | —          | 137        | —      |
| 1992         | 3.396.141  | 13,9%      | —          | —          | 239    |
| 1998         | 3.270.118  | 15,3%      | —          | —          | 275    |
| 2004         | 3.564.064  | 14,7%      | 3.200.194  | 12,4%      | 156    |
| 2010         | 2.223.800  | 11,4%      | 1.943.307  | 9,2%       | 118    |
| 2015         | 6.018.904  | 27,73%     | 6.820.447  | 27,10%     | 358    |
| 2021         | 2.743.497  | 18,7%      | 2.908.253  | 19,1%      | 252    |

### Europees Parlement
| Verkiezingen | Stemmen   | Percentage | Zetels |
| ------------ | --------- | ---------- | ------ |
| 1984         | 2.210.334 | 11,0%      | 10     |
| 1989         | 2.129.668 | 11,7%      | 10     |
| 1994         | 2.050.086 | 10,5%      | 11     |
| 1999         | 1.005.113 | 5,7%       | 5      |
| 2004         | 1.684.792 | 9,8%       | 7      |
| 2009         | 1.091.691 | 6,3%       | 3      |
| 2014         | 4.712.461 | 24,86%     | 24     |
| 2019         | 5.286.939 | 23,3%      | 21     |